# 군다 니만슈티르네만

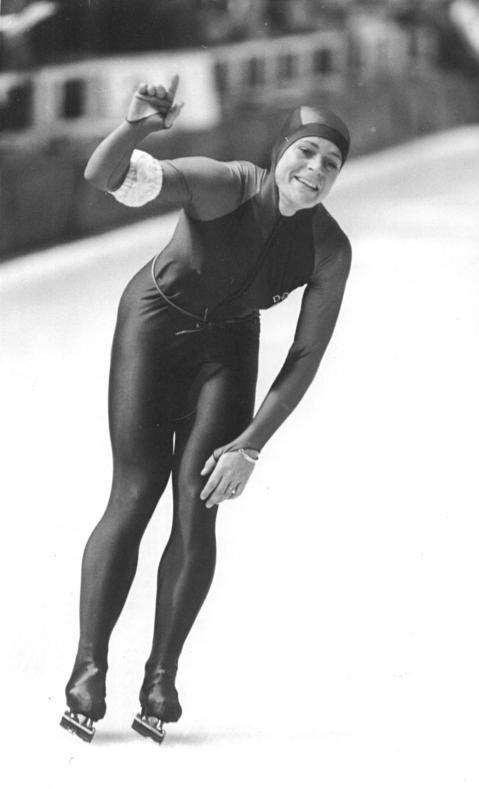
1988년 동독 선수권 대회 당시의 니만슈티르네만

군다 니만슈티르네만(독일어: Gunda Niemann-Stirnemann, 1966년 9월 7일~)은 독일의 전 스피드스케이팅 선수이다.
동독 출신으로, 1988년 동계 올림픽에 처음 참가한 이후 세계적인 여자 장거리 선수 중 하나로 이름을 알렸다. 90년대의 세 차례 동계 올림픽(1992년 동계 올림픽·1994년 동계 올림픽·1998년 동계 올림픽)에서 금메달 3개, 은메달 4개, 동메달 1개를 획득했다. 세계 올라운드 선수권에서 8차례 우승하여 남녀를 통틀어 이 대회 우승 기록이 가장 많다.
2001년 출산으로 빙판을 떠나 2002년 동계 올림픽에 참가하지 않았으나, 2003년 하반기에 복귀를 선언했다. 30대 후반의 많은 나이에도 다시 독일 대표로 선발되어 2004년 대한민국 서울 태릉 국제 스케이트장에서 열린 세계 종목별 선수권 대회에 참가하여 3000m와 5000에서 각각 5위, 4위를 한 후 은퇴했다.
결혼 전 성은 클레만(독일어: Kleemann)으로 처음에는 이 성으로 경기에 출전하다, 데틀레프 니만과 결혼한 후 군다 니만으로 이름을 바꿔 활동했고, 1997년 올리버 슈티르네만과 재혼한 후로는 군다 니만슈티르네만으로 이름을 변경하여 활동하였다. 에르푸르트의 빙상장은 스피드스케이팅에서 대단한 활약을 펼친 그의 업적을 기념하여 군다니만슈티르네만 할레(Gunda-Niemann-Stirnemann-Halle)로 이름을 바꾸었다.